# 5 per la gloria
5 per la gloria (The Secret Invasion) è un film di guerra statunitense del 1964 diretto da Roger Corman.

## Trama
Il criminale Rocca, l'esperto di demolizioni e membro dell'Esercito Repubblicano Irlandese Scanlon, il falsario Fell, il sicario Durrell, il ladro e truffatore Saval si offrono, in cambio della libertà e della cancellazione di tutti i loro reati, di salvare un generale italiano incarcerato dai tedeschi in Jugoslavia. Sono guidati dal maggiore Richard Mace, un uomo che cerca di espiare il suo senso di colpa per aver inviato suo fratello in una pericolosa missione ed aver atteso troppo a lungo per liberarlo. La missione inizia con la squadra di Mace nascosta in una barca da pesca. Il peschereccio viene fermato da una motovedetta tedesca però la squadra riesce a catturare la barca e farla saltare in aria prima di arrivare a riva.
Con l'aiuto dei partigiani locali, guidati da Marko, si dividono ed entrano a Ragusa. Durrell è assegnato a Mila, vedova da poco con un bambino. Essi sono attratti l'uno dall'altro, ma Durrell soffoca accidentalmente il suo bambino che piange per evitare di essere scoperti da una pattuglia tedesca. La squadra viene catturata e portata alla stessa fortezza in cui il generale italiano è incarcerato. Vengono quindi torturati dai tedeschi che vogliono ottenere informazioni, ma riescono a fuggire e compiere la loro missione, anche se Mace, Fell, Scanlon e Saval vengono uccisi.
All'ultimo minuto, Rocca e Durrell, gli unici due sopravvissuti, scoprono che l'uomo che hanno liberato è un impostore e che sta per esortare le sue truppe affinché restino fedeli all'Asse. Durrell spara al falso generale facendo finta di essere un fanatico nazista e viene ucciso dagli italiani indignati. Alla fine Rocca, l'unico sopravvissuto, riesce a scatenare la rabbia degli italiani e ad indirizzarla verso i tedeschi e quindi a lasciare Ragusa.

## Produzione
Il film fu prodotto dalla Corman Company e dalla San Carlos Productions e girato a Ragusa, Croazia con un budget stimato in 600.000 dollari. Fu girato in Eastmancolor in 36 giorni. Inizialmente la persona che doveva essere liberata dalla squadra era un fisico in possesso di informazioni vitali che avrebbero permesso la costruzione della prima bomba atomica, ma il soggetto non piacque alla produzione ed il personaggio divenne un generale italiano affiliato alla Resistenza.

## Distribuzione
Alcune delle uscite internazionali sono state:
- 16 settembre 1964 negli Stati Uniti (The Secret Invasion)
- 12 febbraio 1965 in Norvegia
- 19 marzo 1965 in Francia (L'invasion secrète)
- 30 aprile 1965 in Germania Ovest (Geheimauftrag Dubrovnik)
- 21 maggio 1965 in Finlandia (Salainen maihinnousu)
- 31 maggio 1965 in Svezia
- agosto 1965 in Austria (Geheimauftrag Dubrovnik)
- febbraio 1968 in Turchia (Gizli istila)
- in Brasile (A Invasão Secreta)
- in Italia (5 per la gloria)
- in Venezuela (Invasión secreta)
- in Grecia (Mystiki apovasis, titolo traslitterato)
- in Spagna (Secreta invasión)
- in Ungheria (Titkos küldetés)

## Promozione
La tagline è: "The Daring Plan; The Staggering Odds!".

## Critica
Secondo il Morandini il film si inserisce, a basso costo, nel filone delle saghe d'azione tipo I cannoni di Navarone, Quella sporca dozzina, ma è stato girato tre anni dopo del primo e tre prima del secondo, e vanta un'"azione a ritmo sostenuto con efficace ricorso alla suspense".